# ماونت استرلینگ (آلاباما)
ماونت استرلینگ (به انگلیسی: Mount Sterling) یک منطقهٔ مسکونی در ایالات متحده آمریکا است که در شهرستان چاکتاو، آلاباما واقع شده‌است. ماونت استرلینگ ۴۹٫۹۹ متر بالاتر از سطح دریا واقع شده‌است.